# Mulungu (kommun i Brasilien, Ceará)
Mulungu är en kommun i Brasilien.   Den ligger i delstaten Ceará, i den östra delen av landet, 1 600 km nordost om huvudstaden Brasília. Antalet invånare är 11 485.
Omgivningarna runt Mulungu är huvudsakligen savann. Runt Mulungu är det ganska tätbefolkat, med 104 invånare per kvadratkilometer.